# Diallylsulfid
Diallylsulfid ist eine schwefelhaltige, ungesättigte organische Verbindung aus der Gruppe der Thioether. Neben der Sulfid-Gruppe treten im Molekül zwei C=C-Doppelbindungen auf.

## Vorkommen
Diallylsulfid kommt in Knoblauch vor. Es entsteht auch bei der Zersetzung von Allicin.

## Eigenschaften
Diallylsulfid ist eine farblose nach Knoblauch riechende Flüssigkeit, die praktisch unlöslich in Wasser ist. Im Tierversuch mit Ratten und Mäusen verringert es die Häufigkeit des Auftretens verschiedener Krebsarten, wie zum Beispiel Darmkrebs.

## Verwendung
Diallylsulfid wird als Aromastoff verwendet.